# توني لانغ
توني لانغ (بالألمانية: Toni Lang)‏ هو متسابق بياثل ألماني، ولد في 22 أبريل 1982 في هوتهورم في ألمانيا.

## وصلات خارجية
- توني لانغ على موقع IBU (الإنجليزية)
- توني لانغ على موقع الاتحاد الدولي للتزلج (التزلج الريفي) (الإنجليزية)